# John Zorn
John Zorn (New York, 1953. szeptember 2. –) amerikai szaxofonos, gitáros, fuvolás, zenekarvezető.

## Pályafutása
John Zorn az 1980-as évek elejé lett ismert. A New York-i belvárosi kísérleti zenei világ egyik fontos képviselője.
Zorn zsidóságát legjobban a „Masada” című zenei projektje mutatja meg. Ez a munka a hagyományos zsidó klezmerzene hatását egyértelműen tükrözi.
Zorn zeneszerzőként és zenészként több mint 200 albumot adott ki, vagy/és működött bennük. Zornnak saját lemezkiadója van, a „Tzadik”. 2005 óta a „The Stone” alapítója és művészeti vezetője, amely egy nem kereskedelmi célú New York-i avantgárd és kísérleti zenei hely.

## Lemezválogatás
- 1983: Locus Solus
- 1985: The Big Gundown
- 1987: Spillane
- 1988: Spy Vs. Spy
- 1992: Kristallnacht
- 1992: Live at the Knitting Factory
- 1994: Masada: Alef
- 1996: Bar Kokhba
- 1997: Filmworks Vol. VIII: 1997
- 1997: Live in Jerusalem
- 1998: Downtown Lullaby
- 2000: Masada: Live in Sevilla 2000

### Tzadik Records
1992-ben John Zorn a DIW kiadó Avant leányvállalatának kurátora volt. Számos felvételt, albumot adtak ki, amelyeken Derek Bailey, Buckethead, Eugene Chadbourne, Dave Douglas, Erik Friedlander, Wayne Horvitz, Ikue Mori, Bobby Previte, Zeena Parkins és Marc Ribot is szerepelt.
1995-ben – Kazunori Sugiyama jazzproducerrel együttműködve – Zorn megalapította a „Tzadik” lemezkiadót, hogy biztosítsa katalógusa elérhetőségét és sok zenészt népszerűsítsen.

## Filmek
- 1985: Money. Henry Hills kollázsfilmje a filmnyelvi költészet korai napjairól és a belvárosi zenei életről
- 1987: Put More Blood Into the Music. George Atlas dokumentumfilmje a New York-i avantgárd zenéről
- 1990: Step Across the Border, dokumentumfilm
- 2004: Könyvespolc az ég tetején: 12 történet John Zornról; Claudia Heuermann portrétilmje
- 2004: Masada Live at Tonic; koncertfilm
- 2005: Celestial Subway Lines / Salvaging Noise – kísérleti dokumentumfilm: „Sabbath in Paradise”. Claudia Heuermann dokumentumfilmje a zsidó zenei kultúráról, a New York-i avantgárd dzsesszzenéről az 1990-es években
- 2010: Astronome: A Night at the Opera; Richard Foreman operája
- 2016: Zorn I: Mathieu Amalric
- 2018: Zorn II: Mathieu Amalric
- 2022: Zorn III: Mathieu Amalric

## Díjak
- 2011 augusztusában Zorn megkapta a „Magister Artium Gandensis” kitüntető címet a Genti Alkalmazott Tudományok Egyetemétől a művészetekért végzett szolgálataiért.